# Rozbicie więzienia w Pińczowie

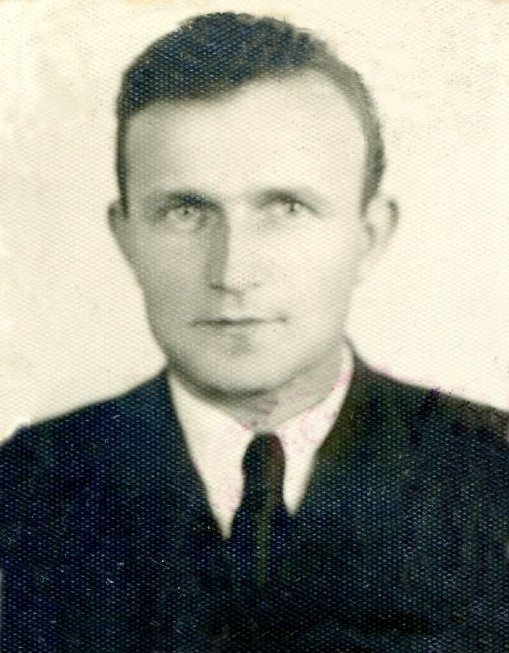
Henryk Grabala, dowódca oddziału BCh atakującego niemieckie więzienie w Pińczowie 13 lipca 1944

Rozbicie więzienia w Pińczowie – dwie akcje zbrojne Batalionów Chłopskich, przeprowadzone w dniach 10 czerwca 1944 i 13 lipca 1944, w wyniku których więzienie w Pińczowie, gdzie przetrzymywano głównie chłopów aresztowanych za nieoddawanie kontyngentów Niemcom, przestało funkcjonować do końca II wojny światowej. Akcje te nie pozostały bez wpływu na późniejsze opanowanie terenów wokół Pińczowa przez oddziały Batalionów Chłopskich, Armii Krajowej i Armii Ludowej, skutkujące utworzeniem tzw. Republiki Pińczowskiej. 
Więzienie w Pińczowie, w którym w czasie śledztwa zamordowano kilkuset Polaków, posiadało 20 cel mogących pomieścić około 300 więźniów. Zajmowało obszar około dwóch hektarów. Cały teren otoczony był drutem kolczastym i murem o wysokości ponad trzech metrów. W narożnikach zbudowane były wieże obserwacyjne. Niemiecki komendant oberwachtmeister Gustaw Hasis do ochrony więzienia dysponował załogą liczącą ponad 40 strażników. Więzienie zwane urzędowo Deutsche Strafanstalt (Niemiecki Zakład Karny) było jednym z sześciu więzień uruchomionych przez niemiecki reżim okupacyjny na terenie dystryktu radomskiego.

## Przebieg akcji 10 czerwca 1944
Pierwszy atak na więzienie nastąpił 10 czerwca 1944. Akcję przeprowadził oddział Batalionów Chłopskich dowodzony przez Piotra Pawlinę. Oddział Pawliny w sile ponad 100 ludzi zaopatrzony w 20 furmanek wyruszył z miejsca kwaterowania w okolicy Tucząp na akcje przed południem. Po pokonaniu trasy o długości około trzydziestu kilometrów, prowadzącej przez Szaniec, dotarł do Pińczowa. W czasie akcji rozpoczętej o zachodzie słońca, partyzanci przerwali łączność, obstawili stacjonujące w mieście siły niemieckie, wysadzili bramę więzienia, po czym uwolnili 281 więźniów – głównie rolników uchylających się od świadczeń kontyngentowych. Grupa w sile dziesięciu ludzi dowodzona przez Franciszka Szczepanika zablokowała posterunek policji granatowej. Bramę więzienną strzałem z piata rozbił Bogdan Bednarski ps. „Sęp”. W wyniku akcji partyzanci zdobyli broń, zniszczyli dokumentację, a z magazynów więziennych zabrali odzież i żywność. Naczelnikowi więzienia udało się zbiec.  
Po tej akcji Niemcy ponownie uruchomili więzienie.

## Przebieg akcji 13 lipca 1944
Drugiego ataku na więzienie, 13 lipca 1944, dokonało wspólnie kilka mniej licznych oddziałów Batalionów Chłopskich z obwodów pińczowskiego i stopnickiego. Znaczący wpływ na organizację i przebieg akcji mieli: Henryk Grabala, Szczepan Koruba, Józef Molisak, Franciszek Barylak, Jan Sroka i Stanisław Stępień. Oddziały partyzanckie przed akcją zgrupowały się w lesie przy jeziorze Pleban obok Szarbkowa. Rozpoznanie w Pińczowie wykonali Jan Młyńczak i Piotr Romaniec a aprowizację i zaopatrzenie w furmanki przeprowadzili Jan Janik i Szczepan Koruba. 
Przebieg tej akcji był podobny do poprzedniej, z tą różnicą, że nie rozbito bramy więziennej, ponieważ została otwarta przez dyżurnych strażników, Jana Chrobota i Franciszka Panter, będących członkami BCh. Po opanowaniu więzienia, więźniów rozpuszczono, pomieszczenia więzienne zdemolowano a magazyny więzienne opróżniono. Po tym ataku więzienie w Pińczowie przestało funkcjonować. Komendant więzienia Gustaw Hasis, któremu w czasie akcji udało się zbiec, 22 lipca 1944 opuścił Pińczów wraz z całą niemiecką załogą.